# Déodat Gratet de Dolomieu

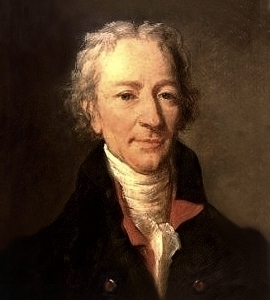
Déodat de Dolomieu

Déodat Dieudonné Sylvain Guy Tancrède Gratet de Dolomieu (ur. 23 czerwca 1750 w Dolomieu obok Tour-du-Pin we Francji, zmarł 28 listopada 1801 w Château-Neuf, Saône-et-Loire) – francuski geolog, podróżnik i wulkanolog.

## Życiorys
Geologii nauczył się w więzieniu, podczas odsiadywania wyroku za udział w pojedynku, w którym zabił przeciwnika.
Badając skałę pochodzącą z Alp Wschodnich, odkrył, że dostarczona mu próbka skał różni się od większości skał wapiennych - nie reaguje polana kwasem solnym - i stanowi związek węglanów wapnia i magnezu. Dolomieu przesłał wyniki swoich prac do jednego z genewskich naukowców Nicolasa de Saussure'a. Dolomieu zaproponował, by odkrytą przez niego skałę nazwać "saussurit", ale Saussure uznał, że odpowiedniejszą nazwą jest dolomit. Później tę nazwę nadano całemu masywowi górskiemu, z którego pochodziła skała. Sam Dolomieu nigdy nie był w górach nazwanych jego nazwiskiem.